# Smelterville
Smelterville est une ville américaine située dans le comté de Shoshone en Idaho. Elle doit son nom aux fonderies locales (en anglais : smelter).
Selon le recensement de 2010, Smelterville compte 627 habitants. La municipalité s'étend sur 0,31 mille carré (0,8 km2).